# Knoppix

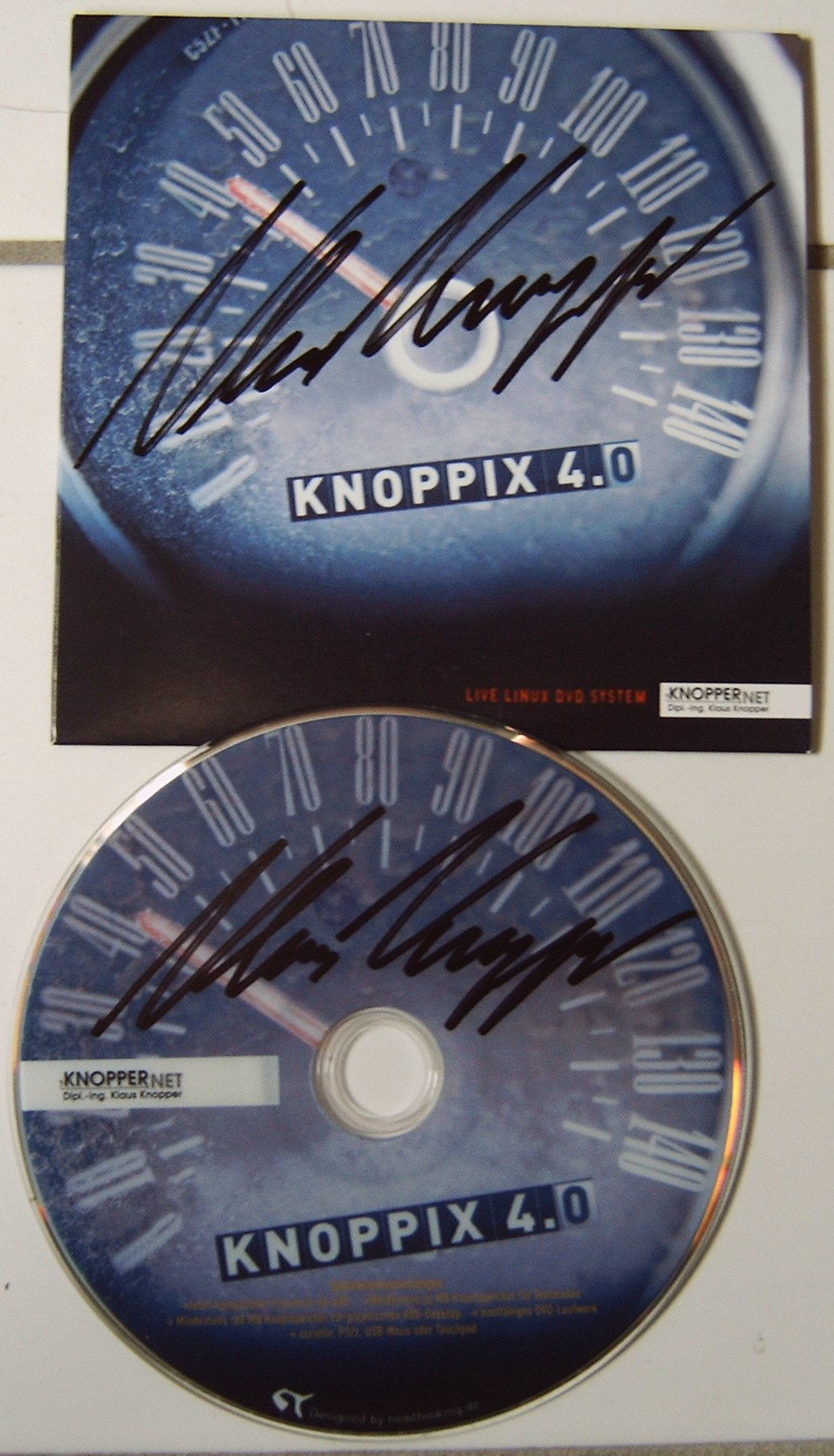
DVD del Knoppix 4.0 de LinuxTag en alemany, amb l'autògraf d'en Klaus Knopper

Knoppix és una distribució de Linux basada en Debian.
A diferència d'altres distribucions, aquesta s'executa des del CD-ROM, sense instal·lar res.
Aquesta distribució només permet utilitzar el programari que hi ha dins del CD, com és lògic.
Existeix també la versió MiniKnoppix, que tan sols ocupa 200 MB.
Altres versions basades en Knoppix són CATix, Einam, distribuïda per la UPC, o K-DEMar (fins a la versió 4).

## Versions
Des de la versió 4.0 hi ha dos edicions: una en DVD i una altra en CD

## Knoppix encatalà
La gent de Softcatalà porta a terme la traducció i des de www.softcatala.org Arxivat 2005-12-07 a Wayback Machine. us podeu descarregar la versió catalana.